# Campionati mondiali di bob 1981
I Campionati mondiali di bob 1981, trentacinquesima edizione della manifestazione organizzata dalla Federazione Internazionale di Bob e Skeleton, si sono disputati dal 30 gennaio all'8 febbraio 1981 a Cortina d'Ampezzo, in Italia, sulla Pista olimpica Eugenio Monti, il tracciato sul quale si svolsero le competizioni del bob ai Giochi di Cortina d'Ampezzo 1956 e le rassegne iridate maschili del 1937 (unicamente nel bob a due), del 1939 (soltanto nel bob a quattro), del 1950, del 1954, del 1960  in entrambe le specialità e del 1966 (solo bob a due in quanto venne cancellata la gara a quattro). La località italiana ha ospitato quindi le competizioni iridate per la sesta volta nel bob a due uomini e per la quinta nel bob a quattro.
L'edizione ha visto prevalere la Germania Est che si aggiudicò entrambe le medaglie d'oro e una d'argento sulle sei disponibili in totale, lasciando alla Svizzera un argento e i due bronzi. I titoli sono stati infatti conquistati nel bob a due uomini da Bernhard Germeshausen e Hans-Jürgen Gerhardt e nel bob a quattro da Bernhard Germeshausen, Henry Gerlach, Matthias Trübner e Hans-Jürgen Gerhardt.

## Risultati

### Bob a due uomini
La gara si è disputata il 30 gennaio e il 1º febbraio 1981 nell'arco di quattro manches. Campioni mondiali in carica nonché campioni olimpici di specialità a Lake Placid 1980 erano gli svizzeri Erich Schärer e Josef Benz, giunti terzi in questa edizione e vincitori della medaglia di bronzo, e il titolo è stato pertanto vinto dai tedeschi orientali Bernhard Germeshausen e Hans-Jürgen Gerhardt, entrambi bronzo olimpico a a Lake Placid 1980 e alla loro prima medaglia iridata di specialità, davanti ai connazionali Horst Schönau e Andreas Kirchner, vincitori della medaglia d'argento e anch'essi per la prima volta su un podio mondiale nel bob a due.
| Pos. | Atleti                                     | Nazione         | Tempo   | Distacco |
| ---- | ------------------------------------------ | --------------- | ------- | -------- |
|      | Bernhard Germeshausen Hans-Jürgen Gerhardt | Germania Est I  | 4:54.27 |          |
|      | Horst Schönau Andreas Kirchner             | Germania Est II | 4:55.08 | +0.81    |
|      | Erich Schärer Josef Benz                   | Svizzera I      | 4:55.32 | +1.05    |
| 4    | Hans Hiltebrand Walter Rahm                | Svizzera II     | 4:55.84 | +1.57    |
| 5    | Marco Bellodis Sorice                      | Italia I        | 4:59.30 | +5.03    |
| 6    | Fritz Sperling Franz Köfel                 | Austria I       | 4:59.75 | +5.48    |

### Bob a quattro
La gara si è disputata il 7 e l'8 febbraio 1981 nell'arco di quattro manches. Campione mondiale in carica era il quartetto tedesco occidentale formato da Stefan Gaisreiter, Dieter Gebard, Hans Wagner e Heinz Busche, non presenti in questa edizione, e il titolo è stato pertanto vinto dall'equipaggio tedesco orientale composto da Bernhard Germeshausen, Henry Gerlach, Michael Trübner e Hans-Jürgen Gerhardt, con Germeshausen e Gerhardt campioni olimpici della specialità a Lake Placid 1980 (assieme a Meinhard Nehmer e Bogdan Musiol) e già campioni mondiali a Sankt Moritz 1977, bronzo a Lake Placid 1978 e argento nella precedente edizione di Schönau am Königssee 1979. La medaglia d'argento andò invece alla formazione svizzera composta da Hans Hiltebrand, Kurt Poletti, Franz Weinberger e Franz Isenegger, tutti alla loro prima medaglia iridata di specialità, davanti all'altra compagine elvetica costituita da Erich Schärer, Max Rüegg, Tony Rüegg e Josef Benz, con Schärer reduce dal bronzo olimpico di Lake Placid 1980 e alla sua settima medaglia mondiale nel bob a quattro, di cui tre d'oro vinte nel 1971, nel 1973 e nel 1975, due d'argento nel 1977 e nel 1978 e una di bronzo colta nella precedente rassegna del 1979, mentre Benz fu anch'egli bronzo alle olimpiadi del 1980, oro mondiale nel 1975, due volte argento e una volta bronzo iridato alla pari di Schärer.
Un incidente occorso nella seconda manche, poco prima della linea del traguardo, ha causato la morte di Jim Morgan, pilota dell'equipaggio statunitense, deceduto a causa di una violenta compressione del collo contro la parete destra che delimitava la pista.
| Pos. | Atleti                                                                   | Nazione            | Tempo   | Distacco |
| ---- | ------------------------------------------------------------------------ | ------------------ | ------- | -------- |
|      | Bernhard Germeshausen Henry Gerlach Michael Trübner Hans-Jürgen Gerhardt | Germania Est I     | 4:50.90 |          |
|      | Hans Hiltebrand Kurt Poletti Franz Weinberger Franz Isenegger            | Svizzera II        | 4:53.12 | +2.22    |
|      | Erich Schärer Max Rüegg Tony Rüegg Josef Benz                            | Svizzera I         | 4:53.76 | +2.86    |
| 4    | Bernhard Lehmann Bogdan Musiol Roland Wetzig Eberhard Weise              | Germania Est II    | 4:54.75 | +3.85    |
| 5    | Franz Paulweber Wolfgang Haid Gerd Zaunschirn Kurt Oberhöller            | Austria II         | 4:55.32 | +4.42    |
| 6    | Walter Delle Karth Günter Krispel Franz Saverlachner Bernhard Purkrabeck | Austria I          | 4:56.86 | +5.96    |
| 7    | Marco Bellodis Alex Wolf Onorio Marocchi Giuseppe Lapadula               | Italia II          | 4:56.87 | +5.97    |
| 8    | Jānis Ķipurs Jānis Skrastiņš Dainis Pridāns Aivars Šnepsts               | Unione Sovietica I | 4:57.21 | +5.31    |
| 9    | Jonathan Woodall Corrie Brown Nick Phipps Peter Brugnani                 | Regno Unito I      | 4:57.82 | +6.92    |
| 10   | Pierluigi Bertazzo Paolo Ludi Luigi Pulone Edmund Lanziner               | Italia I           | 4:58.51 | +7.61    |

## Medagliere
| Posizione | Nazione      | Oro | Argento | Bronzo | Totale |
| --------- | ------------ | --- | ------- | ------ | ------ |
| 1         | Germania Est | 2   | 1       | 0      | 3      |
| 2         | Svizzera     | 0   | 1       | 2      | 3      |
| Totale    | Totale       | 2   | 2       | 2      | 6      |